# LU-530
La carretera LU-530 es una carretera de la red primaria básica de la Junta de Galicia que une Lugo con A Fonsagrada, en la provincia de Lugo. Tiene una longitud de 57,055 km.

## Trazado
Comienza su trazado en un cruce con la carretera LU-P-2925 al este de Lugo y finaliza en un cruce con la LU-701 en A Fonsagrada. Cruza los municipios de Lugo, Castroverde, Baleira y A Fonsagrada.
Esta carretera es un medio de comunicación fundamental entre las comarcas de la parte oriental de la provincia de Lugo, así como los núcleos de esta zona con el oeste de Asturias. Atraviesa localidades como Castroverde, O Cádavo o A Fonsagrada.